# Alia Baha ed Toukan
Alia Baha ed Toukan, känd som drottning Alia, född 25 december 1948 i Kairo i Egypten, död 9 februari 1977 i Amman, var jordansk drottning 1972–1977 och gift med kung Hussein av Jordanien.

## Biografi
Alia var dotter till diplomaten Bahauddin Toukan. Alia växte upp i Europa och USA och flyttade 1971 till Jordanien, där hon arbetade inom flygnäringen när hon träffade Hussein. Hon gifte sig med kung Hussein 1972 och tillsammans fick de tre barn: prinsessan Haia (född 1974), prins Ali (född 1975) samt adoptivdottern Abir Muhaisen (född 1973, adopterad av paret 1976).
Alia grundlade den aktiva och offentliga drottningroll som sedan följdes av hennes efterträdare genom att vara aktiv ute i samhället och engagera sig socialt. Under sina fem år som drottning var hon mycket aktiv och grundade och planerade för en rad projekt för kvinnor, barn och kultur. Hon genomdrev kvinnlig rösträtt år 1974; eftersom det inte fanns ett parlament i Jordanien tiden 1974-89, blev denna dock inte införd förrän 1989.   
Hon omkom i en helikopterkrasch 1977.